# 에드윈 풀리블랭크
에드윈 조지 "테드" 풀리블랭크 FRSC                    (Edwin George "Ted" Pulleyblank, 1922년 8월 7일 ~ 2013년 4월 13일)는 캐나다의 중국학자였다. 그는 브리티시컬럼비아 대학교에서 가르치던 교수였다. 그는 중국어의 역사적 음운론 연구로 알려져 있다.

## 삶과 경력
에드윈 G. "테드" 풀리블랭크는 1922년 8월 7일 캐나다 캘거리, 앨버타에서 태어났다. 그의 아버지 윌리엄 조지 에드윈 풀리블랭크는 나중에 학교 교감이 된 수학 교사였고, 어머니 루스 풀리블랭크도 교사였다. 풀리블랭크는 총명한 지성과 세부 사항에 대한 뛰어난 기억력을 가진 열렬한 학생이었으며, 고등학교 때 고대 그리스어를 독학했다. 그는 1939년 앨버타 주 정부 장학금을 받고 앨버타 대학교에 입학하여 라틴어 및 그리스어 고전을 전공했으며, 여가 시간에는 다른 학생들에게 수학과 물리학을 가르쳤다.
풀리블랭크는 제2차 세계 대전이 한창이던 1942년에 졸업했다. 풀리블랭크의 교수 중 한 명은 수학과 외국어에 대한 그의 재능을 알아보고 그에게 "비밀 전쟁 작업"을 할 기회를 주었고, 그는 이를 수락했다. 1943년 2월 22일 풀리블랭크는 오타와에 있는 시험 부대에 합류했다. 이 부대는 캐나다 정부의 민간 암호 해독 부대였다. 1943년 5월 13일 풀리블랭크는 잉글랜드로 파견되어 블레츨리 파크의 정부 암호 및 암호 학교에서 훈련을 받았다. 그는 캐나다로 돌아와 1943년 12월 12일 시험 부대의 일본 외교 섹션에 합류했으며, 나중에 칼턴 대학교에서 중국어를 공부하기 시작했다.
1946년 풀리블랭크는 런던 대학교의 아프리카 및 동양 연구 학교(SOAS)에서 중국어를 공부하기 위해 중국 국부 장학금을 받았으며, 그곳에서 2년 동안 머물렀다. 1948년 SOAS는 풀리블랭크를 한문 강사로 임명했는데, 그는 나중에 그 당시 자신의 일본어 실력이 중국어보다 여전히 좋았다고 회상했다. 그는 독일의 중국학자 월터 사이먼 밑에서 박사 과정을 밟으면서 강의를 했고, 1951년 "안록산의 배경과 초기 생애"라는 제목의 논문으로 Ph.D.를 받았다.
풀리블랭크는 도쿄도와 교토의 도서관에서 1년 동안 연구를 했고, 케임브리지 대학교에서 중국어 추가 연구를 하여 1953년에 M.A.를 받았다. 1953년, 불과 31세의 나이에 풀리블랭크는 케임브리지의 중국어 학과장 자리를 맡아 13년 동안 재직했다. 풀리블랭크와 그의 아내는 북미로 돌아가고 싶어 했고, 그래서 1966년 그는 케임브리지를 떠나 브리티시컬럼비아 대학교의 아시아 연구 학부에 합류했으며, 1987년 은퇴할 때까지 그곳에 머물렀다.

## 선정된 작품
- The Background of the Rebellion of An Lu-shan, London, UK: Oxford University Press. 1955.
- Chinese History and World History: An inaugural lecture, Cambridge, UK: Cambridge University Press. 1955.
- Historians of China and Japan, Edited with W.G. Beasley. London, UK: Oxford University Press, 1961.[8]
- "The Consonantal System of Old Chinese", Asia Major 9 (1962): 1962/1962-58.PDF 58–144, 1962/1962-206.pdf 206–265 보관됨 2019-12-17 - 웨이백 머신.
- Pulleyblank, E. G., 1963. ‘An interpretation of the vowel systems of Old Chinese and of Written Burmese’, Asia Major (new series) 10(2), 200–221.
- Pulleyblank, Edwin G. (1965). ‘The transcription of Sanskrit k and kh in Chinese.’ Asia Major (New Series) 11: 199–210.
- "Late Middle Chinese, Part I" 보관됨 2016-03-04 - 웨이백 머신, Asia Major 15 (1970): 197–239.
- "Late Middle Chinese, Part II" 보관됨 2021-12-18 - 웨이백 머신, Asia Major 16 (1971): 121–166.
- Pulleyblank, Edwin G. (1973). ‘Some new hypotheses concerning word families in Chinese.’ Journal of Chinese Linguistics 1.1: 111–125.
- Pulleyblank, Edwin G. 1981. "Han China in Central Asia." The International Historical Review 3.2:278-286. (Also in Pulleyblank 2002, §XI).
- Pulleyblank, Edwin G. (1983a). "The Chinese and their neighbors in prehistoric and early historic times." The origins of Chinese civilization, ed. David N. Keightley, 411–466 . Berkeley: University of California Press.
- Pulleyblank, Edwin G. (1983b). "Stages in the transcription of Indian words in Chinese from Han to Tang." Sprachen des Buddhismus in Zentralasien, ed. Klaus Rohrborn & Wolfgang Veenker, 73-102. Wiesbaden: Otto Harrassowitz.
- Middle Chinese: A Study in Historical Phonology, Vancouver, British Columbia, Canada: UBC Press. 1984. ISBN 978-0-7748-0192-8.
- Studies in Language Origins. Vol. I., ed by Jan Wind, Edwin G. Pulleyblank, Eric de Grolier and Bernard H. Bichakjian, Amsterdam and Philadelphia, PA: Benjamins, 1989. ISBN 978-1-55619-065-0.
- Pulleyblank, Edwin G. (1990). "The name of the Kirghiz." Central Asiatic Journal 34.1-2: 98–08. (Also in Pulleyblank 2002, §VIII).
- A Lexicon of Reconstructed Pronunciation in Early Middle Chinese, Late Middle Chinese and Early Mandarin, Vancouver, British Columbia, Canada: UBC Press. 1991. ISBN 978-0-7748-0366-3.
- A Chinese text in Central Asian Brahmi script: New evidence for the pronunciation of Late Middle Chinese and Khotanese, With R. E. Emmerick. Rome: Istituto Italiano per il Medio ed Estremo Oriente. 1993.
- Outline of Classical Chinese Grammar, Vancouver, British Columbia, Canada: UBC Press. 1995. ISBN 978-0-7748-0541-4.
- "The Roman Empire as known to Han China." A review article on The Roman Empire in Chinese Sources. D. D. Leslie and K. H. J. Gardiner. Rome (1996). Review by Edwin G. Pulleyblank. JAOS 119.1 (1999), pp. 71–79. JSTOR 605541
- "The Nomads in China and Central Asia in the Post-Han Period," in: Hans Robert ROEMER (Hg.), History of the Turkic Peoples in the Pre-Islamic Period. Histoire des Peuples Turcs à l’Époque Pré-Islamique. (2000). Philologiae et Historiae Turcicae Fundamenta Tomus Primus. Berlin: Klaus Schwarz Verlag, S. pp. 76–94. (Philologiae Turcicae Fundamenta; III) ISBN 978-3-87997-283-8.
- Essays on Tang and pre-Tang China, Aldershot, UK, and Burlington, VT, USA: Ashgate. 2001. ISBN 978-0-86078-858-4.
- Central Asia and Non-Chinese Peoples of Ancient China. Aldershot, UK, and Burlington, VT, USA: Ashgate. 2002. ISBN 978-0-86078-859-1.